# Студенческая премия мира
Студенческая Премия Мира присуждается раз в два года студенту или студенческой организации, которая внесла значительный вклад в укрепление мира, а также в развитие и поддержание демократии и прав человека. Премия присуждается от имени студенчества Норвегии, под патронажем Секретариата Студенческой Премии Мира (Student Peace Prize Secretariat) в Тронхейме, возглавляемого представителями университетов и колледжей Норвегии. В номинационный комитет также входит независимый Комитет Премии Мира, который присуждает премии. Церемония награждения проводится в рамках Международного студенческого фестиваля в Тронхейме (ISFiT).

## Комитет
В 2010 году Комитет Премии Мира включает девять человек, из которых четверо являются представителями Национального Союза Студентов Норвегии (NSO), один представляет Международный фонд помощи студентам и ученым (SAIH) и так же в состав комитета входит четверо независимых экспертов.
Среди независимых экспертов 2011 года: экс-председатель Комитета Нобелевской премии мира Оле Данболт Мьес (Ole Danbolt Mjøs), Берге Бренде (Børge Brende) — экс-министр торговли и промышленности и действующий генеральный секретарь Норвежского Красного Креста, а также информационный редактор Норвежской телерадиовещательной компании (NRK) — Гру Холм (Gro Holm).
В предыдущие составы комитета входили христианско-демократичский экс-премьер-министр и директор Центра мира и прав человека Осло Хьель Магне Бунневик (Kjell Magne Bondevik), директор Норвежского Института международных дел Ян Эгеланн (Jan Egeland), бывший директор Международного института исследований проблем мира в Осло (PRIO) историк Стайн Тённессон (Stein Tønnesson), бывший министр иностранных дел и президент Красного Креста Норвегии Торвальд Столтенберг (Thorvald Stoltenberg), бывший лидер партии «Красные» Бьёрнар Мокснес (Bjørnar Moxnes).

## Номинация
Номинационный Совет принимает кандидатов от всех заинтересованных сторон. Кандидаты должны быть студентами или студенческой организацией. В состав Номинационного Совета входят студенты различных университетов и колледжей Норвегии.

## Премия
Согласно регламенту 2009 года лауреат приглашается на церемонию награждения, проходящую во время Международного Студенческого Фестиваля в Тронхейме (ISFiT), где победителю вручается премия в размере 50 000 норвежских крон (около € 5000). По окончании фестиваля лауреату предоставляется возможность посетить несколько крупных городов Норвегии, что позволит ему познакомиться с гуманитарными организациями и влиятельными политиками.

## Лауреаты выданных премий
- 1999 — ETSSC, студенческая организация в Восточном Тиморе, и Антеро Бенедито да Силва (Antero Benedito da Silva).
- 2001 — ABFSU, студенческая организация в Мьянме, и Мин Ко Наинг (Min Ko Naing).
- 2003 — ZINASU, студенческая организация в Зимбабве.
- 2005 — ACEU, студенческая организация в Колумбии.
- 2007 — Чарм Тонг (Charm Tong) (25) из Мьянмы.
- 2009 — Элкоурия «Рабаб» Амидане (Elkouria «Rabab» Amidane) (23) из Западной Сахары.
- 2011 — Душко Костич из Хорватии.
- 2013 — Маджид Таваколи из Ирана.
- 2015 — Айят Аль-Курмеси из Бахрейна.
- 2017 — Хаджер Шариф из Ливии.
- 2019 — Фасиха Хасан из ЮАР.
- 2021 — METU LGBT+ Solidarity из Ближневосточного Технического Университета, Анкара, Турция.
- 2022 — DOXA, российский студенческий журнал.